# Hermitage-Sandyville
Pour les articles homonymes, voir Sandyville.
Hermitage-Sandyville est une ville canadienne située sur l'île de Terre-Neuve dans la province de Terre-Neuve-et-Labrador. Elle est traversée par la Route 360.
La principale source de revenus de la communauté est fournie par l’industrie aquacole, l’usine locale de saumon et la pêche.
Hermitage est l'emplacement du port de ferry pour desservir les petites villes de Gaultois et McCallum.